# منطقة كوروكشترا
كوروكشترا رمزها «KU» (بالإنجليزية: Kurukshetra)‏ ، هو تقسيم إداري لدولة الهند تتبع ولاية هاريانا (بالإنجليزية: Haryana)‏ ، مركزها هو مدينة كوروكشترا (بالإنجليزية: Kurukshetra)‏ عدد سكانها حسب تعداد سنة 2001 هو 828,120 ، مساحتها 1,217 كم² وكثافة السكان 680 لكل كم² .